# Tansié
Tansié är en ort i Burkina Faso.   Den ligger i regionen Sud-Ouest, i den sydvästra delen av landet, 260 km sydväst om huvudstaden Ouagadougou. Tansié ligger 298 meter över havet och antalet invånare är 1 027.
Terrängen runt Tansié är platt. Närmaste större samhälle är Diébougou, 16,2 km norr om Tansié.
Omgivningarna runt Tansié är en mosaik av jordbruksmark och naturlig växtlighet. Runt Tansié är det ganska glesbefolkat, med 25 invånare per kvadratkilometer.